# Hősök temetője (Debrecen)

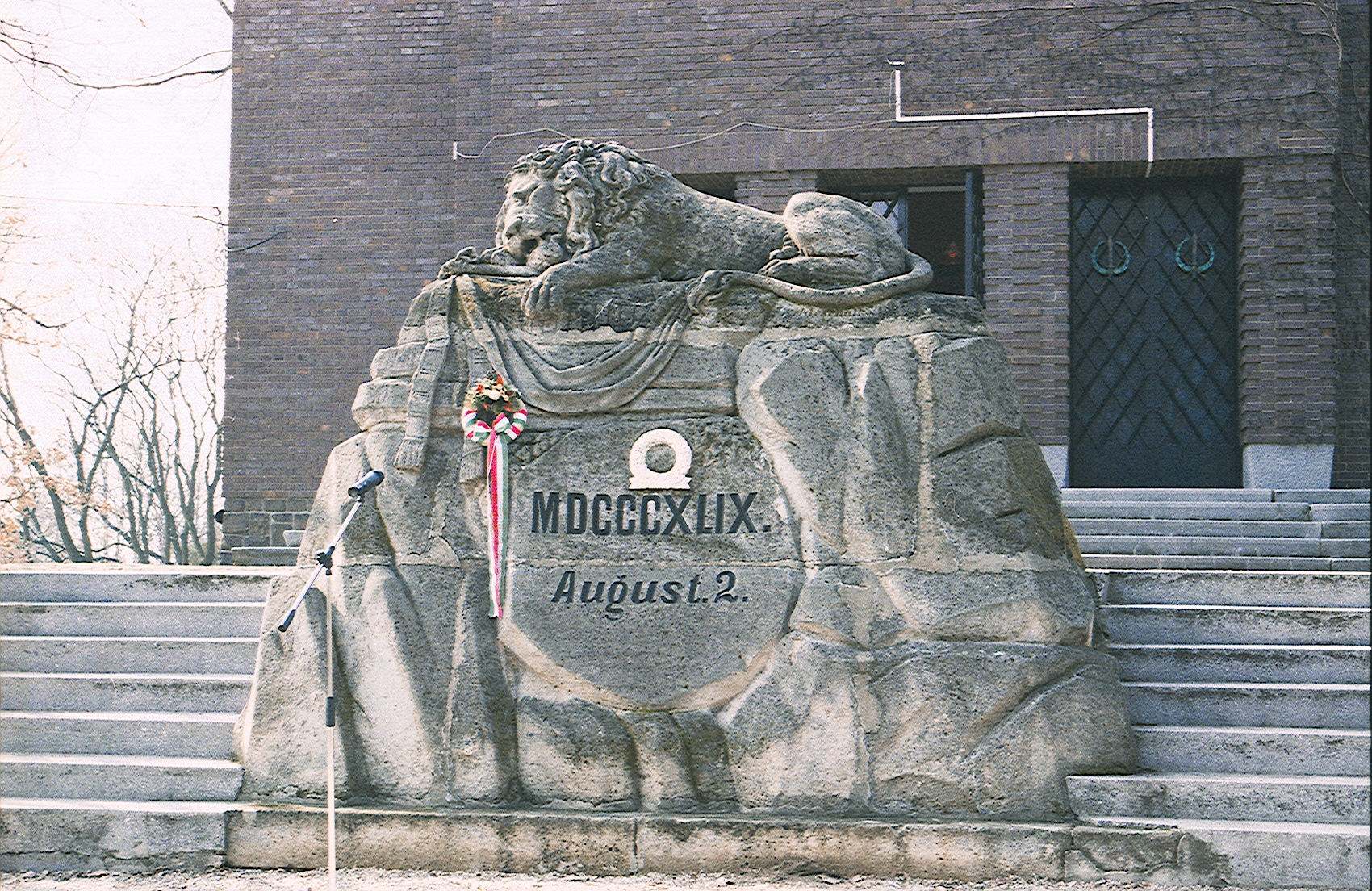
Haldokló oroszlán az 1849-es debreceni csata emlékére

A Hősök temetője Debrecen egyik temetője. Első halottjai az 1849. augusztus 2-ai debreceni csata elesett katonái voltak. 112 magyar és 634 orosz katona talált itt végső nyugalomra egy közös sírban, melyen egy haldokló oroszlánt helyeztek el.
Az első világháború idején az addig zárt temetőkertet újra megnyitották. Ide temették 1917 végéig az első világháborús harctereken elesett hősi halottakat. A debreceni ezredek a 17. hadosztályban harcoltak. Az Isonzónál és Doberdón 3000 debreceni katona esett el. A temetések mindig a még élő „48-as honvédek” részvételével folytak.
Az első világháború halottjaival 3417 katona pihent már a temetőben, amikor 1925-ben pénzgyűjtés indult a parkosítás és emlékműállítás költségeire. Ekkor már itt állt az 1849-es tömegsír előtt a Haldokló Oroszlán szobra. A repkénnyel befuttatott alapzata ma szoros egységet képez a mögötte 1932-ben elkészült Szontágh Pál és dr. Lechner Jenő tervezte mauzóleummal. Az 1925-ben megindult gyűjtés eredményeként 1927-ben a pallagi Mezőgazdasági Akadémia segítségével elültették a hősi fáknak nevezett, Kassáról idehozatott hárs- és fenyőfákat. Az 1849-es tömegsír felé emelt klinkertégla homlokzatú mauzóleum 16 méter magas belső terét lebegő kupola világítja meg, a kupola tartószerkezetét ugyanis kettős üvegezés közé rejtették.
Az első világháború halottjainak emlékére készült el a Hármas Honvédemlékmű. Márton Ferenc bronzszobra kétszeres életnagyságban, első világháborús egyenruhában és teljes fegyverzetben álló katonát jelenít meg. A vesztes csata jelképeként jobb kezében leeresztett fegyvert tart. A debreceni 3. honvéd és népfölkelő gyalogezred emlékére 1939-ben állították fel.
Március 15-én katonai tiszteletadás mellett megemlékezést tartanak a Bocskai gépesített dandár katonái vezetésével a város polgárai és szervezetei.

## További információ
- Batta Ágnes: A hősök nyughelye
- Honvédtemető - Hősök temetője weblap